# Здания женской гимназии Э. П. Шаффе
Здания женской гимназии Э. П. Шаффе — памятник архитектуры. Расположен в Василеостровском районе Санкт-Петербурга, современный адрес дома — 5-я линия Васильевского острова, 16.
Школа Э. П. Шаффе размещалась в помещениях трёхэтажного жилого дома Иконниковых XVIII века с 1858 года; сменив несколько адресов, она вернулась в здание в 1871 году, в 1880 году участок получила М. К. Мазинга, а позднее владелицей стала сама Шаффе. Постепенно гимназия занимала всё большее количество помещений, дом подвергался переделкам, в частности, в 1883—1885 годах В. А. Кенель оборудовал в здании зал и кабинет физики, надстроил корпус, пристроил две лестницы со двора. С 1898 году со зданием позвали работать К. К. Шмидта, который предложил сделать эркер и гимнастический зал во дворовом корпусе; но все эти переделки, как осуществлённые, так и лишь планировавшиеся, не позволяли сделать здание по-настоящему приспособленным для целей обучения.
Наследник Э. П. Шаффе, её приёмный сын Л. И. Шпергазе, заказал К. К. Шмидту новое здание. Тот в декабре 1906 года представил проект в Городскую думу, одобрение состоялось 16 января.

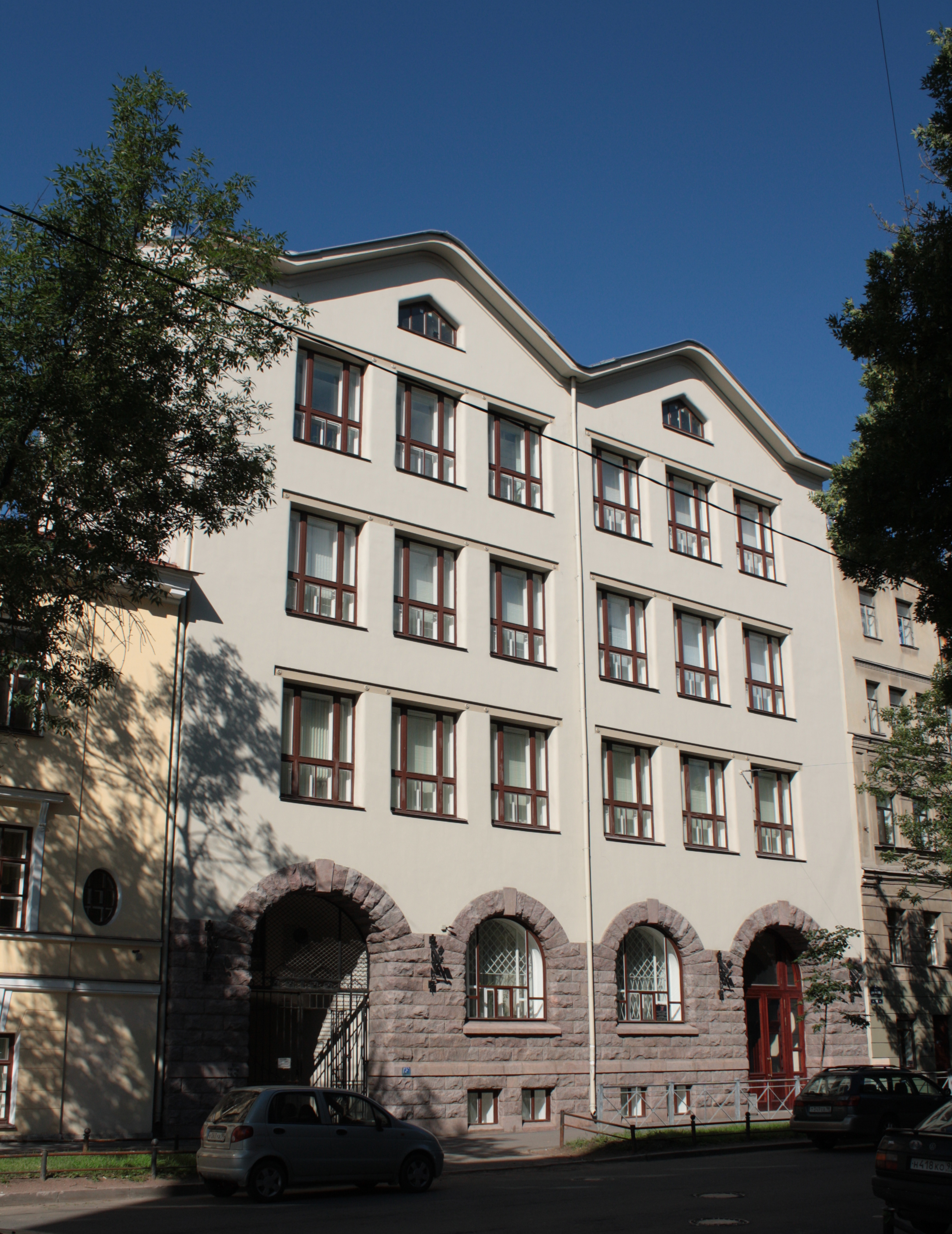
Новый корпус

Новый четырёхэтажный корпус с симметричным фасадом пристроен к существовавшему угловому зданию. На 2-4 этажах расположено по два класса, каждый из которых освещается через три окна, перекрытые едиными металлическими балками; эта часть фасада лишена декора, оштукатурена серой штукатуркой. На первом этаже, облицованном грубоотколотым красным гранитом, были расположены вестибюль, приёмная и кабинет директрисы, на нём сделаны две арки, не совпадающие с окнами по осям, что отражает внутреннюю планировку. С южной стороны открытая часть брандмауэра лаконично декорирована двускатным верхом и нишами, перекликающимися с полуфронтонами лицевого фасада и их пятиугольными окнами. Коридоры освещались через выходящие в узкий северный двор окна, парадная лестница освещалась через три широких окна над подворотней. Окна второй лестницы в той же части здания, где расположены друг над другом актовый и гимнастический залы, расположены на фасаде ступенчато.
По сравнению с изначальной постройкой у здания утрачена оригинальная расстекловка, выделение опорных точек под балками светлыми крапинами, выделение светлым тоном тяг, подоконников и замковых камней первого этажа. Частично заложены окна актового зала, в том числе северное, ранее бывшее трёхчастным. Над спуском в гардероб был расположен полихромный наборный паечный витраж, созданный торговым домом «М. Франк и Ко», с водящими летом хоровод девушками.